# Języki witotoskie
Języki witotoskie (witotoańskie) – nieduża rodzina językowa Ameryki Południowej, której etnolekty są lub były używane na terenie południowo-zachodniej Kolumbii i przyległych terenów Peru i Brazylii.

## Klasyfikacja[1]
| Grupy i języki                          | Liczba mówiących | Kraje                    |
| --------------------------------------- | ---------------- | ------------------------ |
| nonuya (nononota, achiote)              | 3                | Kolumbia, Peru           |
| Języki protoboramujnaneskie (borajskie) |                  |                          |
| bora (bora-miranya)                     | 850              | Peru, Brazylia, Kolumbia |
| mujnaneski (muinane, bora-muinane)      | 150              | Kolumbia                 |
| Języki protowitotookajnaskie            |                  |                          |
| okajnaski (ocaina)                      | 194              | Peru, Kolumbia           |
| Języki wczesnowitotoskie                |                  |                          |
| witoto mujnański (witoto nipode)        | 100              | Peru                     |
| Języki protomynykamurujskie             |                  |                          |
| witoto mynykański (minika, meneka)      | 6 800            | Kolumbia                 |
| witoto (witoto murujski, bue)           | 7 800            | Peru, Kolumbia           |